# 铺集镇
铺集镇是中国山东省青岛市胶州市下辖的一个镇，是青岛市规划的人口规模5~10万的23个重点镇之一。

## 行政区划
铺集镇下辖胶河居委会、北龙池村、常家庄村、陈家村、崔家村、崔家河村、大屯村、东皇姑庵村、范家屯村、范家庄村、高家庄村、巩家庄村、沟里路村、河北村、河西庄村、侯家庵村、后官庄村、后涝庄村、后岳家庄村、侯家屯村、胡家村、姜家庄村、林家庄村、鹿家村、罗家村、马家村、苗家庄村、南龙池村、南朱戈村、牛沟二村、牛沟三村、牛沟一村、逄家沟村、彭家庄村、铺上二村、铺上三村、铺上四村、铺上五村、铺上一村、前官庄村、前岳家庄村、黔陬村、青冢泊村、三妹冢村、沙北庄村、沙河村、胜家庄村、石空崖村、石青沟村、松元村、苏家泊村、孙家村、谭家埠村、天台村、团埠子村、吴家庄村、西皇姑庵村、小寺村、小屯村、小庄村、辛屯村、刑家岭村、杨家庄村、殷家庄村、由家庄村、于家庄村、张家屯村、北张家屯村、中涝庄村、邱家屯村。